# كأس الدوري الألماني 1997
كأس الدوري الألماني 1997 (بالألمانية: DFB-Ligapokal 1997)‏ هو الموسم 2 من كأس الدوري الألماني. أقيم خلال الفترة 18 يوليو 1997 وحتى 26 يوليو 1997، وأشرف على تنظيمه اتحاد ألمانيا لكرة القدم، وكان عدد الأندية المشاركة فيه 6، وفاز فيه بايرن ميونخ.